# Maboundou Koné
Maboundou Koné, född 16 maj 1997, är en friidrottare från Elfenbenskusten. Hon deltog vid olympiska sommarspelen 2024.